# Mistrzostwa Austrii w piłce siatkowej mężczyzn
Mistrzostwa Austrii w piłce siatkowej mężczyzn – rozgrywki siatkarskie, prowadzone cyklicznie – corocznie lub cosezonowo (na przełomie dwóch lat kalendarzowych) – mające na celu wyłonienie najlepszej męskiej drużyny klubowej w Austrii.
Dziewięć pierwszych edycji najważniejszych zmagań siatkarskich w Austrii stanowiły mistrzostwa Wiednia, w których udział brały wyłącznie zespoły z tego miasta. Pierwsze mistrzostwa, w których wzięły udział również drużyny spoza stolicy miały miejsce w sezonie 1961/1962 i zostały one przeprowadzone w formule nieligowej. Dopiero od sezonu 1971/1972 rywalizacja o tytuł mistrza Austrii toczy się systemem ligowym. W latach 1972–2016 rozgrywki najwyższego szczebla nosiły nazwę 1. Bundesligi, zaś od sezonu 2016/2017 toczone są pod szyldem Austrian Volley League (AVL).
Począwszy od sezonu 2005/2006 czołowe austriackie drużyny klubowe biorą udział w Lidze Środkowoeuropejskiej / MEVZA. Z tego powodu do rywalizacji o mistrzostwo kraju przystępują dopiero w dalszej części sezonu. Dołączają wtedy do najlepszych drużyn fazy zasadniczej Austrian Volley League. Rozgrywana od tego momentu faza play-off wyłania mistrza Austrii. Pozostałe drużyny z fazy zasadniczej rywalizują w barażach z najlepszymi drużynami z 2. Bundesligi o grę w przyszłym sezonie w Austrian Volley League.

## Zestawienie ligowych mistrzów Austrii
18 tytułów
HotVolleys Wiedeń: 1981, 1983, 1984, 1985, 1992, 1993, 1994, 1996, 1997, 1998, 1999, 2000, 2001, 2002, 2003, 2004, 2007, 2008
Inne nazwy: Club A. Tyrolia Wiedeń, Donaukraft Wiedeń, Bayernwerk hotVolleys Wiedeń, e.on hotvolleys Wiedeń, hotvolleys Wiedeń, AON hotvolleys Wiedeń.
12 tytułów
Volleyball Team Tirol: 2005, 2006, 2009, 2010, 2011, 2012, 2014, 2015, 2016, 2017, 2023, 2024, 2025
8 tytułów
DTJ Wiedeń: 1972, 1973, 1974, 1975, 1976, 1977, 1978, 1979
7 tytułów
TV Sokol Wien X: 1980, 1986, 1987, 1988, 1989, 1990, 1991
Inne nazwy: TJ Sokol Wien X, TJ Sokol Wien V, TJ MÖMA Sokol Wien V.
3 tytuły
SK Aich/Dob: 2013, 2018, 2019
1 tytuł
Paris Lodron Salzburg: 1995
Post SV Wiedeń: 1982
UVC Holding Graz: 2021
Union Raiffeisen Waldviertel: 2022

## Medaliści
| Sezon                           | 1. miejsce                                                   | 2. miejsce                                                   | 3. miejsce                                                   |
| Mistrzostwa Wiednia             | Mistrzostwa Wiednia                                          | Mistrzostwa Wiednia                                          | Mistrzostwa Wiednia                                          |
| ------------------------------- | ------------------------------------------------------------ | ------------------------------------------------------------ | ------------------------------------------------------------ |
| 1952/1953                       | TV Sokol Wien X                                              |                                                              |                                                              |
| 1953/1954                       | TV Sokol Wien X                                              |                                                              |                                                              |
| 1954/1955                       | TV Sokol Wien X                                              |                                                              |                                                              |
| 1955/1956                       | TV Sokol Wien X                                              |                                                              |                                                              |
| 1956/1957                       | SC ÖMV Olympia Wiedeń                                        |                                                              |                                                              |
| 1957/1958                       | SC ÖMV Olympia Wiedeń                                        |                                                              |                                                              |
| 1958/1959                       | SC ÖMV Blau Gelb Wiedeń                                      |                                                              |                                                              |
| 1959/1960                       | SC ÖMV Blau Gelb Wiedeń                                      |                                                              |                                                              |
| 1960/1961                       | SC ÖMV Blau Gelb Wiedeń                                      |                                                              |                                                              |
| Mistrzostwa Austrii (nieligowe) |                                                              |                                                              |                                                              |
| 1961/1962                       | SC ÖMV Blau Gelb Wiedeń                                      |                                                              |                                                              |
| 1962/1963                       | SC ÖMV Blau Gelb Wiedeń                                      |                                                              |                                                              |
| 1963/1964                       | SC ÖMV Blau Gelb Wiedeń                                      |                                                              |                                                              |
| 1964/1965                       | SC ÖMV Blau Gelb Wiedeń                                      |                                                              |                                                              |
| 1965/1966                       | SC ÖMV Blau Gelb Wiedeń                                      |                                                              |                                                              |
| 1966/1967                       | SC ÖMV Blau Gelb Wiedeń                                      |                                                              |                                                              |
| 1967/1968                       | TV Sokol Wien X                                              |                                                              |                                                              |
| 1968/1969                       | ESV Pradl Innsbrück                                          |                                                              |                                                              |
| 1969/1970                       | ESV Pradl Innsbrück                                          |                                                              |                                                              |
| 1970/1971                       | ESV Pradl Innsbrück                                          |                                                              |                                                              |
| Nationalliga / 1. Bundesliga    |                                                              |                                                              |                                                              |
| 1971/1972                       | DTJ Wiedeń                                                   |                                                              |                                                              |
| 1972/1973                       | DTJ Wiedeń                                                   |                                                              |                                                              |
| 1973/1974                       | DTJ Wiedeń                                                   |                                                              |                                                              |
| 1974/1975                       | DTJ Wiedeń                                                   |                                                              |                                                              |
| 1975/1976                       | DTJ Wiedeń                                                   |                                                              |                                                              |
| 1976/1977                       | DTJ Wiedeń                                                   |                                                              |                                                              |
| 1977/1978                       | DTJ Wiedeń                                                   |                                                              |                                                              |
| 1978/1979                       | DTJ Wiedeń                                                   |                                                              |                                                              |
| 1979/1980                       | TJ Sokol Wien V                                              |                                                              |                                                              |
| 1980/1981                       | Club A. Tyrolia Wiedeń                                       |                                                              |                                                              |
| 1981/1982                       | Post SV Wiedeń                                               |                                                              |                                                              |
| 1982/1983                       | Club A. Tyrolia Wiedeń                                       |                                                              |                                                              |
| 1983/1984                       | Club A. Tyrolia Wiedeń                                       |                                                              |                                                              |
| 1984/1985                       | Club A. Tyrolia Wiedeń                                       |                                                              |                                                              |
| 1985/1986                       | TJ Sokol Wien V                                              |                                                              |                                                              |
| 1986/1987                       | TJ MÖMA Sokol Wien V                                         |                                                              |                                                              |
| 1987/1988                       | TJ MÖMA Sokol Wien V                                         |                                                              |                                                              |
| 1988/1989                       | TJ MÖMA Sokol Wien V                                         |                                                              |                                                              |
| 1989/1990                       | TJ MÖMA Sokol Wien V                                         |                                                              |                                                              |
| 1990/1991                       | SV Schwechat-TJ Sokol V                                      |                                                              |                                                              |
| 1991/1992                       | Donaukraft Wiedeń                                            |                                                              |                                                              |
| 1992/1993                       | Donaukraft Wiedeń                                            |                                                              |                                                              |
| 1993/1994                       | Donaukraft Wiedeń                                            |                                                              |                                                              |
| 1994/1995                       | Paris Lodron Salzburg                                        |                                                              |                                                              |
| 1995/1996                       | Donaukraft Wiedeń                                            | Paris Lodron Salzburg                                        |                                                              |
| 1996/1997                       | Donaukraft Wiedeń                                            |                                                              |                                                              |
| 1997/1998                       | Donaukraft Wiedeń                                            |                                                              |                                                              |
| 1998/1999                       | Donaukraft Wiedeń                                            |                                                              |                                                              |
| 1999/2000                       | Bayernwerk Wiedeń                                            |                                                              |                                                              |
| 2000/2001                       | E.ON hotVolleys Wiedeń                                       | Hagebau Tirol Volleyballteam                                 | Uniqa Salzburg                                               |
| 2001/2002                       | hotVolleys Wiedeń                                            | VT Tiroler Wasserkraft                                       | Uniqa Salzburg                                               |
| 2002/2003                       | hotVolleys Wiedeń                                            | VT Tiroler Wasserkraft                                       | SK Zadruga Aich/Dob                                          |
| 2003/2004                       | aon hotVolleys Wiedeń                                        | VT Tiroler Wasserkraft                                       | SVS Sokol V                                                  |
| 2004/2005                       | Hypo Tirol Volleyballteam                                    | aon hotVolleys Wiedeń                                        | SK Zadruga Aich/Dob                                          |
| 2005/2006                       | Hypo Tirol Volleyballteam                                    | aon hotVolleys Wiedeń                                        | SK Aich/Dob                                                  |
| 2006/2007                       | aon hotVolleys Wiedeń                                        | Hypo Tirol Volleyballteam                                    | SK Posojilnica Aich/Dob                                      |
| 2007/2008                       | aon hotVolleys Wiedeń                                        | Hypo Tirol Volleyballteam                                    | SK Posojilnica Aich/Dob                                      |
| 2008/2009                       | Hypo Tirol Volleyballteam                                    | aon hotVolleys Wiedeń                                        | SK Posojilnica Aich/Dob                                      |
| 2009/2010                       | Hypo Tirol Volleyballteam                                    | hotVolleys Wiedeń                                            | SK Posojilnica Aich/Dob                                      |
| 2010/2011                       | Hypo Tirol Volleyballteam                                    | SK Posojilnica Aich/Dob                                      | hotVolleys Wiedeń                                            |
| 2011/2012                       | Hypo Tirol Volleyballteam                                    | SK Posojilnica Aich/Dob                                      | Union Raiffeisen Arbesbach                                   |
| 2012/2013                       | SK Posojilnica Aich/Dob                                      | Hypo Tirol Volleyballteam                                    | VCA Amstetten Hypo Niederösterreich                          |
| 2013/2014                       | Hypo Tirol Volleyballteam                                    | SK Posojilnica Aich/Dob                                      | hotVolleys Wiedeń                                            |
| 2014/2015                       | Hypo Tirol Volleyballteam                                    | SK Posojilnica Aich/Dob                                      | VCA Amstetten Niederösterreich                               |
| 2015/2016                       | Hypo Tirol Volleyballteam                                    | SK Posojilnica Aich/Dob                                      | Union Raiffeisen Waldviertel                                 |
| 2016/2017                       | Hypo Tirol Volleyballteam                                    | SK Posojilnica Aich/Dob                                      | UVC Holding Graz                                             |
| 2017/2018                       | SK Posojilnica Aich/Dob                                      | Union Raiffeisen Waldviertel                                 | VCA Amstetten NÖ/hotVolleys                                  |
| 2018/2019                       | SK Posojilnica Aich/Dob                                      | Union Raiffeisen Waldviertel                                 | UVC Holding Graz                                             |
| 2019/2020                       | Ze względu na pandemię COVID-19 rozgrywki zostały przerwane. | Ze względu na pandemię COVID-19 rozgrywki zostały przerwane. | Ze względu na pandemię COVID-19 rozgrywki zostały przerwane. |
| 2020/2021                       | UVC Holding Graz                                             | SK Zadruga Aich/Dob                                          | Union Raiffeisen Waldviertel                                 |
| 2021/2022                       | Union Raiffeisen Waldviertel                                 | SK Zadruga Aich/Dob                                          | UVC Holding Graz                                             |
| 2022/2023                       | Hypo Tirol Volleyballteam                                    | SK Zadruga Aich/Dob                                          | TSV Raiffeisen Hartberg                                      |
| 2023/2024                       | Hypo Tirol Volleyballteam                                    | TSV Raiffeisen Hartberg                                      | SK Zadruga Aich/Dob                                          |
| 2024/2025                       | Hypo Tirol Volleyballteam                                    | TSV Raiffeisen Hartberg                                      | SK Zadruga Aich/Dob                                          |